# Цари Спарты
Спартанские цари — один из высших и древнейших органов спартанского государства. Начиная с XI века до н. э. одновременно правили два царя (диархия) из двух разных царских домов (Агиады и Еврипонтиды), в то же время являвшихся двумя ветвями династии Гераклидов. Оба царя обладали равными полномочиями, причём каждый из них имел право принимать решение без согласования со своим коллегой по царской должности, что делало невозможным концентрацию власти в одних руках.

## Титулатура
Обычное именование спартанских царей в повествовательных источниках — басилеи (др.-греч. βᾰσῐλεῖς), то есть собственно «цари», «правители». Однако в тексте «Большой ретры», которая в целом признаётся аутентичным древнейшим документом, имевшим конституционное значение для ранней Спарты, цари названы титулом архагеты (ἀρχαγέται), «предводители».

## Причины диархии
По поводу причин возникновения диархии в Спарте существует 3 версии:
- Этиологическая: у царя Аристодема было два сына-близнеца — Еврисфен и Прокл. После смерти Аристодема их обоих провозгласили царями Лаконии. От них и произошли две династии спартанских царей — Агиады, по имени сына Еврисфена, и Еврипонтиды, по имени внука Прокла.

- Историческая: диархия возникла после прихода дорийцев в результате смешения двух общин — дорийской и ахейской. Подтверждение этой теории можно найти в словах царя Клеомена I, утверждавшего, что он ахеец, а не дориец[2].

- Социально-антропологическая: спартанская диархия — рудимент первичного дуализма первобытной общественной организации.

## Функции

### Политические
- Являются членами герусии.
- Могут применять ксенеласии.
- Могут вести предварительные переговоры с иностранными послами.

### Сакральные
- Являются главными представителями общины перед богами и как таковые совершают от имени общины основные ритуалы (жертвоприношения).
- Отвечают за связь с Дельфийским оракулом и хранят полученные из Дельф прорицания.

### Военные
- Командуют спартанским войском в походе (первоначально оба отправлялись на войну, каждый во главе своего отряда; позднее один должен был оставаться дома).

### Судебные
- Суд в делах о дочерях-наследницах (эпиклерах)[3][4].
- Суд в делах о государственных дорогах.
- Участие в судебной процедуре назначения наследника.

## Список царей Лаконии и Спарты

### Мифический и полулегендарный периоды

#### Лелегиды
- Лелег
- Милет
- Еврот

#### Лакедемониды
- Лакедемон
- Амикл
- Аргал
- Кинорт
- Периер
- Эбал
- Тиндарей
- Гиппокоонт
- Тиндарей (вторично)

#### Атриды
- Менелай — ок. 1250 до н. э.
- Орест Микенский — ок. 1150-е годы до н. э.
- Тисамен Микенский
- Дион — ок. 1000-е годы до н. э.
- неизвестный

дорийское завоевание

#### ДоспартанскиеГераклиды
- Аристодем, сын Аристомаха — XI век до н. э.

#### Кадмиды
- Ферас (регент), сын Автесиона, внук Тисамена фиванского и шурин Аристодема

#### Гераклиды (полулегендарные)
| - Еврисфен, сын Аристодема — ок. 972—930 до н. э. (ок. 1100—1050) - Агис I — ок. 930—900 до н. э. (ок. 1050—1040) - Эхестрат — ок. 900—870 до н. э. (ок. 1040—990) - Лабота — ок. 870—840 до н. э. (ок. 990—960) - Дорисс — ок. 840—815 до н. э. (ок. 960—930) - Агесилай I — ок. 815—786 до н. э. (ок. 930—885) - Архелай — ок. 786—760 до н. э. (ок. 885—825) | - Прокл, сын Аристодема — ок. 972—932 до н. э. (ок. 1100—1070) - Сой — ок. 932—895 до н. э. (ок. 1070—1040) - Еврипонт — ок. 895—865 до н. э. (ок. 1040—990) - Пританид — ок. 865—835до н. э. (ок. 990—940) - Полидект — ок. 835—805 до н. э. (ок. 940—920) - Евном — ок. 805—775 до н. э. (ок. 920—880) - Харилай — ок. 775—750 до н. э. (ок. 880—820) |

Даты правления спартанских царей даны по Вечная Спарта, в скобках — по Академическому словарю. Правители мира — world_rulers.academic.ru/313/I.11.4.1._Спарта_%28Лакедемон%29

### Исторический период

#### Гераклиды (исторические)
| - Телекл — ок. 760—740 до н. э. (ок. 825—785) - Алкамен — ок. 740—700 до н. э. (ок. 785—745) - Полидор — ок. 700—665 до н. э. (ок. 745—715) - Еврикрат (или Еврикрат I) — ок. 665—640 до н. э. (ок. 715—680) - Анаксандр — ок. 640—615 до н. э. (ок. 680—650) - Еврикратид (или Еврикрат II) — ок. 615—590 до н. э. (ок. 650—610) - Леонт — ок. 590—560 до н. э. (ок. 610—560) | - Никандр — ок. 750—720 до н. э. (ок. 820—785) - Феопомп — ок. 720—675 до н. э. (ок. 785—735) На данный момент известны два списка царей:\| по Павсанию - Завксидам — VII век до н. э.(ок. 735—690) - Анаксидам - Архидам I - Агасикл — нач. VI век до н. э. \| по Геродоту - Анаксандрид I — ок. 675—660 до н. э. (ок. 690—650) - Архидам I — ок. 660—645 до н. э. (ок. 650—615) - Анаксилай — ок. 645—625 до н. э. (ок. 615—605) - Леотихид I — ок. 625—600 до н. э. (ок. 605—590) - Гиппократид — ок. 600—575 до н. э. (ок. 590—580) - Гегесилай — ок. 575—550 до н. э. (ок. 580—560) - Менар — (ок. 560—540) до н. э. \| |
| по Павсанию - Завксидам — VII век до н. э.(ок. 735—690) - Анаксидам - Архидам I - Агасикл — нач. VI век до н. э. | по Геродоту - Анаксандрид I — ок. 675—660 до н. э. (ок. 690—650) - Архидам I — ок. 660—645 до н. э. (ок. 650—615) - Анаксилай — ок. 645—625 до н. э. (ок. 615—605) - Леотихид I — ок. 625—600 до н. э. (ок. 605—590) - Гиппократид — ок. 600—575 до н. э. (ок. 590—580) - Гегесилай — ок. 575—550 до н. э. (ок. 580—560) - Менар — (ок. 560—540) до н. э. |

| - Анаксандрид II 560—520 до н. э. (ок. 560—520) - Клеомен I — 520—491 до н. э. - Леонид I — 491—480 до н. э. - Плистарх — 480—458 до н. э. - Плистоанакт — 458—445 до н. э. - Павсаний — 445—426 до н. э. - Плистоанакт (вторично) — 426—408 до н. э. - Павсаний (повторно) — 408—395 до н. э. - Агесиполид I — 395—380 до н. э. - Клеомброт I — 380—371 до н. э. - Агесиполид II — 371—370 до н. э. - Клеомен II — 370—309 до н. э. - Арей I — 309—265 до н. э. - Акротат — 265—262 до н. э. - Арей II — 264—254 до н. э. - Леонид II — 254—243 до н. э. - Клеомброт II — 243—241 до н. э. - Леонид II (повторно) — 241—235 до н. э. - Клеомен III — 235—221 до н. э. - Агесиполид III — 219—215 до н. э. | - Аристон — ок. 550—515 до н. э. (ок. 540—515) - Демарат — ок. 515—491 до н. э. - Леотихид II — 491—469 до н. э. - Архидам II — 469—427 до н. э. - Агис II — 427—399 до н. э. - Агесилай II — 399—360 до н. э. - Архидам III — 360—338 до н. э. - Агис III — 338—331 до н. э. - Эвдамид I — 331—ок. 305 до н. э. - Архидам IV — ок. 305—275 до н. э. - Эвдамид II — ок. 275—244 до н. э. - Агис IV — ок. 244—241 до н. э. - Эвридамид (Эвдамид III) — ок. 241—ок. 228 до н. э. - Архидам V — 228—227 до н. э. - Евклид — 227—221 до н. э. - Ликург — 219—ок. 212 до н. э. - Пелоп — ок. 212—ок. 200 до н. э. |

#### Тираны и узурпаторы
- Маханид (тиран) — 212—206 до н. э.
- Набис (узурпатор) — 207—195/192 до н. э.

#### Гераклиды
- Лаконик — 192—? до н. э.

Ахейский союз аннексировал Спарту в 192 до н. э.

### Исследования
- Зайков А. В. Юрисдикция спартанский царей. В сборнике : Античная древность и средние века. Екатеринбург: Уральский гос. университет, 2000. Вып. 31.
- Зайков А. В. Ещё раз к проблеме дорожной юрисдикции спартанских царей. В сб: Античная древность и средние века. Екатеринбург: Уральский гос. университет. 2006. Вып. 37.
- Сычев Н. Книга Династий. М.: Изд. АСТ, 2005. ISBN 5-17-032495-2